# Taft (Wisconsin)
Taft – miasto w Stanach Zjednoczonych, w stanie Wisconsin, w hrabstwie Taylor.